# Мошетова Лариса Костянтинівна
Лариса Костянтинівна Мошетова (нар. 19 серпня 1938, Калязін, Калінінська область, СРСР) — радянський і російський вчений-офтальмолог, ректор РМАБПО (1994—2018), президент РМАБПО (з 2018 року), академік РАМН (2004), академік РАН (2013).

## Біографія
Народилася 19 серпня 1938 року в місті Калязін Калінінської області (зараз — Тверська область).
У 1963 році закінчила 1-й Московський медичний інститут імені В. М. Сеченова.
З 1963 року і по теперішній час — працює в Центральному інституті удосконалення лікарів, в даний час це Російська медична академія безперервної професійної освіти, де пройшла шлях від клінічного ординатора до завідувача кафедрою офтальмології (з 1988 року), проректора з навчальної роботи ЦІУЛ (1989—1994), ректора академії (1994—2018) і президента РМАБПО (з 2018 року).
У 1970 році захистила кандидатську дисертацію на тему: «Судинна система ока в оцінці діагнозу і прогнозу різних форм артеріальної гіпертонії».
У 1993 році захистила докторську дисертацію на тему: «Механічна травма ока».
У 1993 році — присвоєно вчене звання професора.
У 1999 році обрана членом-кореспондентом РАМН.
У 2004 році обрана академіком РАМН.
У 2013 році — стала академіком РАН (у рамках приєднання РАМН і РАСГН до РАН), член бюро Відділення медичних наук.

## Наукова діяльність
Фахівець у галузі офтальмології, судинної патології ока, організації офтальмологічної допомоги.
Лариса Мошетова провела наукові дослідження з проблем травми ока, дитячої офтальмології, організації офтальмологічної допомоги, що є значним внеском у розвиток російської офтальмотравматології і які реалізовані в практичній охороні здоров'я і освітніх програмах системи післядипломної освіти лікарів.
Науково обґрунтований і впроваджений в клінічну практику комплекс лікувальних та організаційних заходів при наданні невідкладної офтальмологічної допомоги, в тому числі при масових ураженнях і в екстремальних ситуаціях. Сформульовано новий науковий напрямок в офтальмології — судово-медична експертиза, визначені сучасні критерії оцінки тяжкості шкоди здоров'ю і терміни проведення судово-медичної експертизи осіб з очною травмою.
Автор та співавтор понад 382 наукових праць і публікацій, 4 монографій, 5 книг, 2 підручників, 6 навчальних посібників. Нею оформлено 10 патентів на винаходи та 1 авторське свідоцтво.
Під керівництвом Лариси Мошетової захищено 11 докторських і 71 кандидатська дисертації.
Член редколегії журналів: «Вісник офтальмології», «Офтальмохірургія», «РМЖ. Клінічна офтальмологія», «Російська педіатрична офтальмологія». Член редакційної ради журналів: національний журнал «Глаукома», «Офтальмологія», «Офтальмологічні відомості», «Катарактальна і рефракційна хірургія», «Російський офтальмологічний журнал».
З 1992 року — головний позаштатний офтальмолог Департаменту охорони здоров'я м. Москви.

## Нагороди
- Орден Пошани (1998)[4]
- Орден Дружби (2014)[5]
- Премія Уряду Російської Федерації в галузі освіти (у складі групи, за 2013 рік) — за роботу «Розробка і впровадження ефективних технологій навчання лікарів за спеціальністю „Нейрохірургія“ в системі безперервної професійної медичної освіти»[6]
- Заслужений лікар Російської Федерації (2006)[7]
- Подяка Президента Російської Федерації (2009)[8]
- 2 подяки Міністерства охорони здоров'я Російської Федерації

## Книги
- Офтальмология: клинические рекомендации. Алябьева Ж. Ю., Астахов Ю. С., Волобуева Т. М., Городничий В. В. и др. / Под ред. Л. К. Мошетовой, А. П. Нестерова, Е. А. Егорова. 2009. — 352 с. (Серия «Клинические рекомендации») — ISBN 978-5-9704-1042-4[9]
- Офтальмология. Национальное руководство // Аветисов С. Э., Егоров Е. А., Мошетова Л. К., Нероев В. В., Тахчиди Х. П. — 2013. — 944 с.[10]